# Bahnstrecke Zvoleněves–Vinařice
| Kursbuchstrecke: | 11b (1982)           |                                         |                                         |
| Streckenlänge: | 9,9 km               |                                         |                                         |
| Spurweite: | 1435 mm (Normalspur) |                                         |                                         |
| |                      |                                         |                                         |
| \| \| \| von Kralupy nad Vltavou (vorm. StEG) \| \| \| \| 0,0 \| Zvoleněves früher Swoleňowes \| 215 m \| \| \| \| nach Podlešín \| \| \| \| \| Podlešín zastávka früher Podleschin Ort \| \| \| \| \| Most–Praha-Smíchov \| \| \| \| 4,4 \| Knovíz früher Knowiz \| Knovíz früher Knowiz \| \| \| 5,6 \| Jemníky \| Jemníky \| \| \| 6,6 \| Pchery früher Pcher-Sak \| Pchery früher Pcher-Sak \| \| \| \| Saky \| \| \| \| 9,9 \| Vinařice früher Střebichowitz-Vinařitz \| Vinařice früher Střebichowitz-Vinařitz \| \| \| \| vlečka důl Jan (Johannschacht) \| \| \| \| \| nach Kladno-Dubí \| \| \| \| \| \| \| \| Frühere Namen Stand 1912. \| \| \| \| |                      |                                         |                                         |
| Strecke |                      | von Kralupy nad Vltavou (vorm. StEG)    | von Kralupy nad Vltavou (vorm. StEG)    |
| Bahnhof | 0,0                  | Zvoleněves früher Swoleňowes            | 215 m                                   |
| Abzweig ehemals geradeaus und nach links |                      | nach Podlešín                           | nach Podlešín                           |
| Haltepunkt / Haltestelle (Strecke außer Betrieb) |                      | Podlešín zastávka früher Podleschin Ort | Podlešín zastávka früher Podleschin Ort |
| Kreuzung geradeaus unten (Strecke geradeaus außer Betrieb) |                      | Most–Praha-Smíchov                      | Most–Praha-Smíchov                      |
| Haltepunkt / Haltestelle (Strecke außer Betrieb) | 4,4                  | Knovíz früher Knowiz                    | Knovíz früher Knowiz                    |
| Haltepunkt / Haltestelle (Strecke außer Betrieb) | 5,6                  | Jemníky                                 | Jemníky                                 |
| Haltepunkt / Haltestelle (Strecke außer Betrieb) | 6,6                  | Pchery früher Pcher-Sak                 | Pchery früher Pcher-Sak                 |
| Haltepunkt / Haltestelle (Strecke außer Betrieb) |                      | Saky                                    | Saky                                    |
| Betriebs-/Güterbahnhof Strecke bis hier außer Betrieb | 9,9                  | Vinařice früher Střebichowitz-Vinařitz  | Vinařice früher Střebichowitz-Vinařitz  |
| Abzweig geradeaus und ehemals nach rechts |                      | vlečka důl Jan (Johannschacht)          | vlečka důl Jan (Johannschacht)          |
| Strecke |                      | nach Kladno-Dubí                        | nach Kladno-Dubí                        |
| |                      |                                         |                                         |
| Frühere Namen Stand 1912. |                      |                                         |                                         |

Die Bahnstrecke Zvoleněves–Vinařice war eine Eisenbahnverbindung in Tschechien, die ursprünglich durch die Zwolenowes-Smečnaer Eisenbahn als Lokalbahn erbaut und betrieben wurde. Sie schloss in Zvoleněves an die Bahnstrecke Kralupy nad Vltavou předměstí–Podlešín an und führte im Tal des Knovízky potok nach Vinařice. Die Strecke wurde 1982 stillgelegt und wenig später abgebaut.

## Geschichte
Die Konzession „zum Baue und Betriebe einer als normalspurige Localeisenbahn herzustellenden Locomotiveisenbahn von Swolenowes nach Smečna“ erhielt am 1. Juli 1883 der Wiener Rechtsanwalt Philipp Neumann. Teil der Konzession war die Verpflichtung, den Bau der Strecke sofort zu beginnen und binnen zwei Jahren fertigzustellen. Die Konzessionsdauer war auf 90 Jahre festgesetzt. Auf Verlangen der Staatsverwaltung war zudem eine Abzweigung zum Anschlusse an die k.k. priv. Prag-Duxer Eisenbahn herzustellen.
Die Zwolenowes-Smečnaer Eisenbahn-Actiengesellschaft wurde 1886 mit Sitz in Wien gegründet. Das Aktienkapital betrug insgesamt 1.000.000 Gulden in 5000 Stammaktien zu je 200 Gulden. Nach Aufkauf aller Anteile befand es sich später zur Gänze im Eigentum der priv. Österreichisch-ungarischen Staatseisenbahngesellschaft (StEG).
Eröffnet wurde die Lokalbahn am 1. Juni 1886. Den Betrieb führte die StEG für ihr Tochterunternehmen selbst aus. Betrieblich bildete die Strecke fortan eine Einheit mit der Lokalbahn Kralup–Swolenowes der StEG. Der Fahrplan von 1900 wies drei gemischte Zugpaare zwischen Kralup und Střebichowitz-Vinařitz aus. Die Züge benötigten für diese Relation etwa eineinhalb Stunden. Im Güterverkehr war insbesondere der Versand von Steinkohle aus den umliegenden Schächten bedeutsam. Dazu kam während der Kampagne der Transport von Zuckerrüben zur Zuckerfabrik in Zvoleněves.
Nach der Verstaatlichung der StEG am 15. Oktober 1909 kam die Zwolenowes-Smečnaer Eisenbahn-Actiengesellschaft in den Besitz des österreichischen Staates. Die Strecke gehörte fortan zum Betriebsnetz der k.k. Staatsbahnen (kkStB). Nach der Verstaatlichung entstand auch die bislang fehlende Verbindung von Střebichowitz-Vinařitz nach Tuhaň zur Schleppbahn der Prager Eisenindustrie-Gesellschaft und damit zum Netz der Buschtěhrader Eisenbahn (BEB).

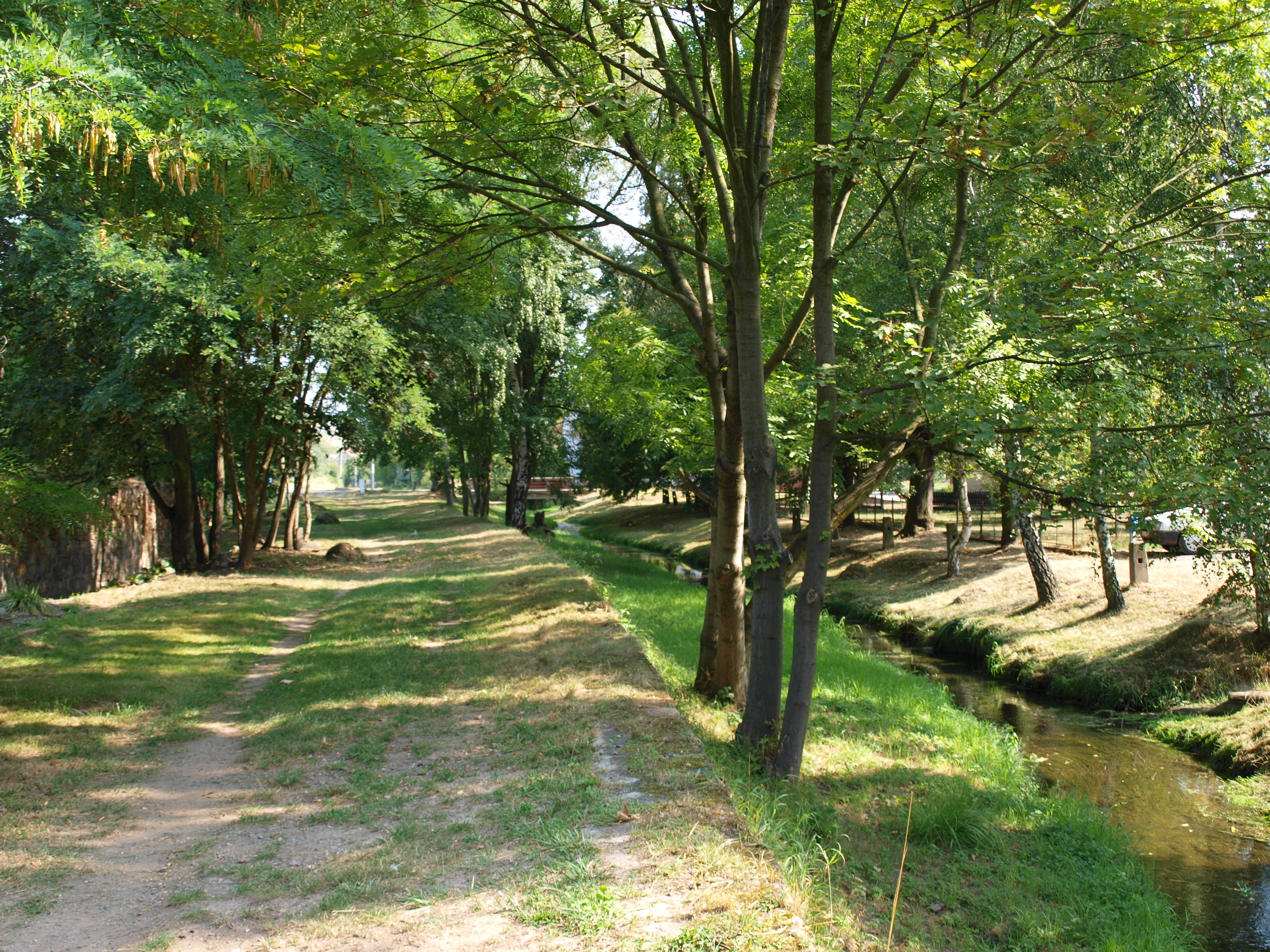
Bahnkörper in Podlešín (2009)

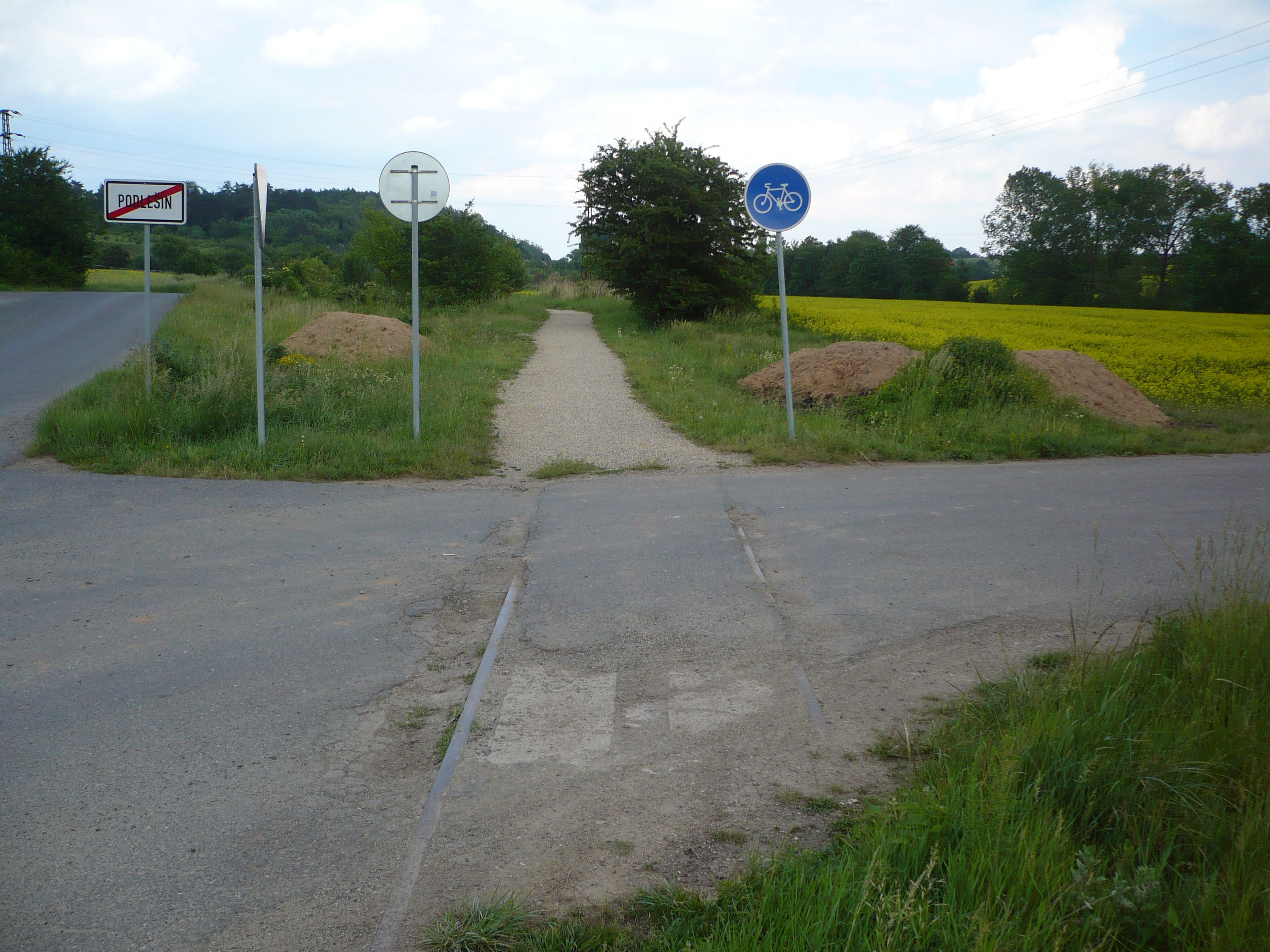
Radweg auf der Trasse in Zvoleněves (2011)

Nach dem Ersten Weltkrieg kam die Strecke an die neu gegründeten Tschechoslowakischen Staatsbahnen (ČSD).
Der durchgehende Reisezugverkehr von Kralupy nach Kladno-Dubí wurde nach dem Zweiten Weltkrieg am 3. Dezember 1945 aufgenommen.
Nach der Stilllegung der Kohleförderung im Bahngebiet und der Einstellung des Zuckerrübentransports 1970 war die Strecke in einem stetigen Niedergang begriffen. In den 1970er Jahren diente sie nur noch dem Berufsverkehr zu den Steinkohleschächten bei Kladno, die Fahrzeiten der verbliebenen vier Zugpaare war auf die dortigen Schichtwechsel ausgerichtet. Der abgängige Oberbau bedingte die Einrichtung abschnittsweiser Langsamfahrstellen, die zuletzt mit lediglich 10 km/h befahren werden durften. Im Fahrplan 1975/76 benötigten die Züge für die 16 Kilometer von Zvoleněves nach Kladno-Dubí fast eine Stunde.
Am 28. Mai 1982 verkehrten die letzten Reisezüge zwischen Zvoleněves und Kladno-Dubí. Die Strecke Zvoleněves–Vinařice wurde stillgelegt und bis 1989 abgebaut. Auf einem Teil der Trasse verläuft heute eine Radweg.
Der Bahnhof Vinařice wurde ab 1989 als Übungsgelände für die Eisenbahntruppen der Tschechoslowakischen Armee nachgenutzt. Heute nutzt die Firma Stavební obnova Železnic das Gelände. Das Unternehmen renovierte das ehemalige Aufnahmsgebäude und errichtete zwei neue Hallen.